# Eliseo Jiménez Ruiz
Eliseo Jiménez Ruiz (Santiago Xiacuí, Oaxaca, 8 de noviembre de 1912-Ciudad de México, 21 de diciembre de 2002) fue un militar y político mexicano. Ha sido señalado como uno de los implicados en hechos ilícitos en el contexto de la Guerra sucia en México, particularmente en su combate al grupo armado de Lucio Cabañas entre 1973 y 1974. Como integrante del Partido Revolucionario Institucional (PRI), fue diputado federal, senador y Gobernador de Oaxaca de 1977 a 1980.

## Orígenes
Originario de la población de Santiago Xiacuí, en el distrito de Ixtlán en la Sierra de Juárez de Oaxaca, donde realizó sus estudios de primaria y luego se trasladó a la ciudad de Oaxaca para realizar los de secundaria. Durante esta época trabajó como campesino y como minero en Natividad.

## Carrera militar
Fue cadete del Heroico Colegio Militar de 1931 a 1934, egresando el 1 de enero de 1935 como subteniente de infantería. Con este grado, perteneció al 28/o. batallón entre 1936 y 1936; continuó estudios en la Escuela Militar de Aplicación de las Armas y Servicios en 1937 y de 1938 a 1942 fue comandante de la compañía de ametralladoras del 48/o. batallón, y fue integrante de una brigada Motomecanizada.
Integesó a la Escuela Superior de Guerra de 1942 a 1945 y de donde egresó como capitán segundo, entre 1947 y 1948 fue instructor de la misma institución. El 1 de agosto de 1948 ascendió a capitán primero y el 1 de enero de 1951 a mayor, con ese grado de 1951 a 1953 fue comandante del parque ligero de la brigada Motomecanizada. Ascendió a teniente coronel en 1952. Dejó el servicio en el ejército para ser jefe de grupo de comando de la entonces Policía Federal de Caminos y subdirector y director de Seguridad Pública del Estado de Guerrero.
En 1960 fue jefe del estado mayor de la 18/a. Zona Militar y de 1961 a 1963 comandante de la 20/o. batallón de infantería en Tapachula, Chiapas. Entre 1964 y 1967 fue diputado federal. De 1968 a 1971 fue agregado militar en las embajadas de México en Guatemala y Honduras, el 1 de julio de 1970 fue ascendido a general brigadier y de 1971 a 1972 fue jefe del estado mayor de la 7/a. zona militar en Monterrey, Nuevo León.

### Enfrentamiento con Lucio Cabañas

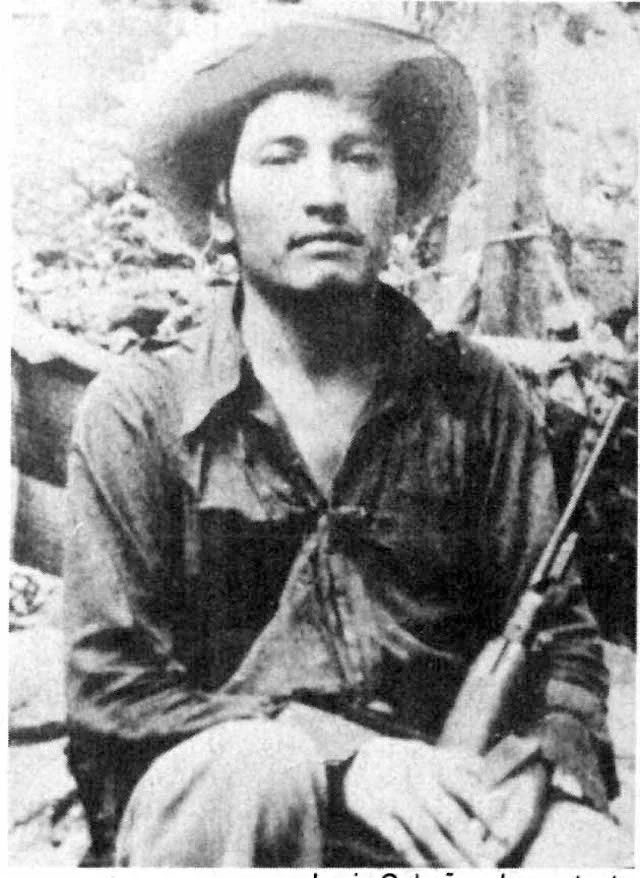
Lucio Cabañas, líder estudiantil y jefe del grupo armado Partido de los Pobres en la sierra de Guerrero, durante la década de 1970.

De 1972 a 1974 fue comandante de la 35/a. zona militar en Chilpancingo, Guerrero y de 1974 a 1975 de la 27/a. zona militar en Acapulco. En ambos cargos, fue el principal operador del combate por parte del gobierno mexicano a la guerrilla del Partido de los Pobres, comandada por Lucio Cabañas y que operaba principalmente en el municipio de Atoyac de Álvarez en la Sierra Madre del Sur.
Su principal misión fue el rescate con vida del entonces senador —y candidato del PRI a gobernador de Guerrero— Rubén Figueroa Figueroa, que había sido secuestrado por el grupo de Cabañas tras una reunión de ambos. Finalmente, Cabañas fue muerto según la versión oficial, tras un último combate con el ejército el 3 de diciembre de 1974. Tras este hecho, fue ascendido a general de brigada.
En todos estos hechos, las acciones militares de Jiménez Ruiz han sido repetidamente señaladas como parte de la llamada Guerra Sucia que enfrentó al gobierno mexicano con grupos armados en la década de 1970 y haber constituido delitos como abuso de autoridad, desaparición forzada y ejecuciones extrajudiciales, entre otras. Esto siempre fue rechazado por él, declarando que nunca había habido guerra sucia y se había actuado de acuerdo a la ley.

## Carrera política
En 1964 solicitó licencia a su servicio activo en el ejército para ser candidato del PRI a diputado federal por el Distrito 2 de Oaxaca; resultando elegido para la XLVI Legislatura que estuvo en función entre ese año y el de 1967. Ahí fue intregrante de las comisiones de Asuntos Indígenas; y 1a. de Defensa Nacional.
Tras sus funciones en el estado de Guerrero, en 1976 fue postulado candidato de la inédita coalición denominada «Popular Revolucionaria» y formada por el PRI y el Partido Popular Socialista (PPS) a senador por el estado de Oaxaca en primera fórmula —el candidato en segunda fórmula era el dirigente nacional del PPS, Jorge Cruickshank García—, y resultando elegido para las Legislaturas L y LI, que tendrían su periodo de ejercicio de 1976 a 1982.
El 3 de marzo de 1976 y como consecuencia de un conflicto político en su estado, solicitó y recibió licencia al cargo de Gobernador de Oaxaca Manuel Zárate Aquino, y ese mismo el Congreso del Estado de Oaxaca nombró para sustituirlo en el cargo a Eliseo Jiménez Ruiz; en consecuencia solicitó licencia el mismo día ante la Comisión Permanente del Congreso y el Senado ratificó la licencia el 6 de septiembre siguiente.
Ejerció como gobernador de Oaxaca entre el 3 de marzo de 1977 y el 30 de noviembre de 1980, en que entregó el cargo a su sucesor constitucionalmente electo, Pedro Vázquez Colmenares. Durante este periodo aunque logró tranquilizar en parte el ambiente político en el estado, también ocurrió el combate contra la organización guerrillera Ejército Popular de Liberación Unido de América que operaba en la región de la Chinantla y que culminó con la muerte de su líder, Florencio «El Güero» Medrano el 26 de marzo de 1979. Fue señalado por posible enriquecimiento ilícito y por nepotismo, al ser señalado que miembros de su familia ocuparon cargos importantes en su gobierno, destacando su hermano Fidel Jiménez Ruiz que fue director general de Obras Públicas.
Habiendo culminado su gubernatura, reasumió su curul como senador el 4 de diciembre de 1980, durante este periodo había sido sustituido por su suplente Rodolfo Alavez Flores. Permaneció en dicho cargo hasta el fin de su periodo constitucional el 31 de agosto de 1982.